# Marvin Johnson (basket-ball)
Pour les articles homonymes, voir Marvin Johnson.
Marvin Johnson né à DeRidder (Louisiane) est un joueur de basket-ball américain.

## Biographie
Après une carrière universitaire avec les Howard County JC et les New Mexico Lobos, il est sélectionné en trente-unième position lors de la Draft 1978 de la NBA par les Bulls de Chicago. Toutefois, il ne joue aucun match en National Basketball Association (NBA).